# ريو جون يول
ريو جون يول (هانغل: 류준열) ممثل وناشط بيئي ومصور كوري جنوبي. بدأ ريو مسيرته التمثيلية في الأفلام المستقلة، ثم حقق الشهرة من خلال دوره في المسلسل التلفزيوني أجبني 1988، يُعرف بأنه ممثل غزير الإنتاج، حيث لعب دور البطولة في الكثير من الأفلام الناجحة في شباك التذاكر الكوري.

## حياته

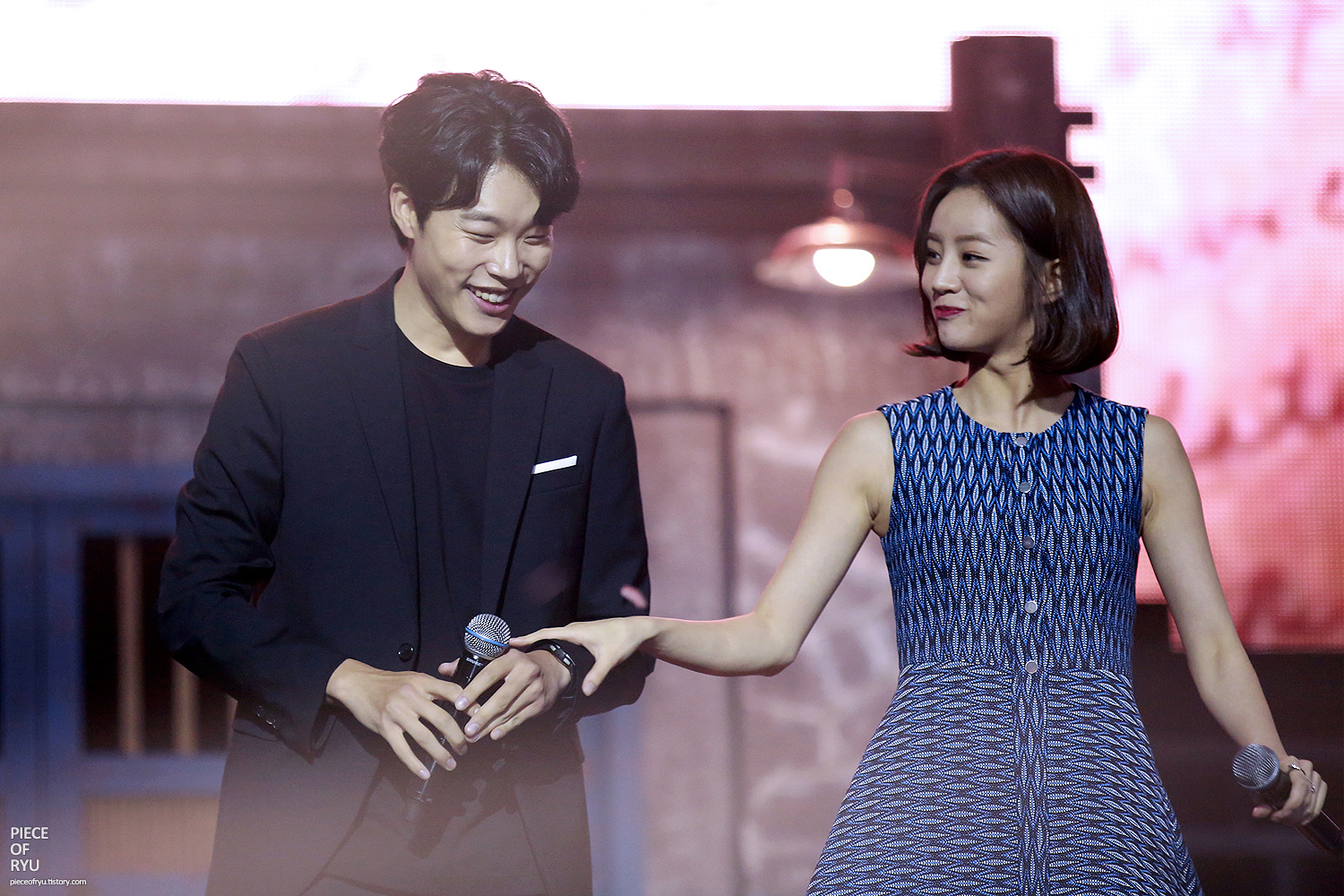
ريو في حفل أجبني 1988 مع لي هيري، عام 2016

ولد ريو في 25 أيلول/سبتمبر 1986 في سوون، كوريا الجنوبية. هو الأكبر وله أخت تصغره بسنتين. تخرج من جامعة سوون وتخصص في السينما بمنحة دراسية. أثناء دراسته في الجامعة، عمل ريو في العديد من الوظائف بدوام جزئي، حيث عمل كعامل توصيل بيتزا، وعامل يومي، ومدرس خصوصي. تم تجنيد ريو قبل ظهوره لأول مرة كممثل. سجل كمتطوع بالجيش عام 2007 وأكمل مهامه عام 2009.
كان ريو على علاقة بالمغنية والممثلة لي هيري منذ أواخر عام 2016، والتي التقى بها أثناء تصوير مسلسل أجبني 1988 حيث لعب دور البطل الثاني الذي وقع في حب صديقة طفولته. في 13 تشرين الثاني/نوفمبر 2023، أعلن الزوجان انفصالهما بعد 7 سنوات من المواعدة.

## أعمال

### أفلام
- سائق سيارة أجرة (2017)

### مسلسلات
- المنتجون (2015)
- أجبني 1988 (2015–2016)
- العرض الثامن (2024)